# Kodorivallei
De Kodorivallei (Georgisch: კოდორის ხეობა; Abchazisch: Кәыдырҭа; Russisch: Кодорское ущелье) is een vallei in de Georgische autonome en feitelijk afgescheiden republiek Abchazië, waar de rivier Kodori doorheen stroomt.
Formeel wordt de hele vallei van de Kodori tot aan de monding in de Zwarte Zee onder deze noemer beschouwd, maar in de praktijk wordt het bovenste deel van de vallei (Zemo Kodori) hiermee bedoeld. Dit gedeelte bleef na de Georgisch-Abchazisch burgeroorlog in 1992-1993 onder Georgisch gezag, en bestaat sinds 2006 als Georgische gemeente Azjara. Tijdens de Russisch-Georgische Oorlog in 2008 veroverden de Abchazische troepen het gebied.

## Geografie
Het bovenste deel van de Kodorivallei bestaat uit de dalen van de Kodori-rivier in het oosten en de Tsjchalta-rivier in het westen. Deze twee komen in het centrum van Boven-Kodori samen bij het dorp Tsjchalta. Het oostelijke deel is ongeveer 18-20 kilometer lang en 4-5 kilometer breed. het strekt zich uit tot voorbij het dorp Sakeni en eindigt bij de 2630 meter hoge Chida-pas, de grens met centraal gecontroleerd Georgië. De Tsjchalta-rivierkloof is ruim 40 kilometer lang. Benedenstrooms vanaf Tsjchalta is het middendeel van de Kodorivallei naar het zuidwesten 25 kilometer lang, met een maximale diepte van 2000 meter.